# 马克·琼斯
马克·琼斯（英語：Mark Jones，1975年5月25日—），美国NBA联盟前职业篮球运动员。